# Szkriptdoktor
A szkriptdoktor (script doctor) olyan tapasztalt forgatókönyvíró, akit a forgatókönyv egyes részeinek újraírására kérnek fel abból a célból, hogy az adott szakaszokon erősebbé tegye a dialógust, a tempót vagy a történet más elemeit.
Ilyen megbízásra elsőként az 1973-as Oscar-gálán derült fény, ahol Francis Ford Coppola megköszönte Robert Towne-nak A keresztapa c. filmen végzett munkáját. A szkriptdoktorok közreműködése azóta kevésbé hangsúlyozott, így kerülve el azon írók érdemeinek kisebbítését, akik adott történeten már a kezdetektől fogva dolgoznak.
Korábban filmdramaturgnak hívták.